# زیردریایی یو-۳۸۷
زیردریایی یو-۳۸۷ (به انگلیسی: German submarine U-387) یک زیردریایی بود که طول آن ۶۷٫۱ متر (۲۲۰ فوت ۲ اینچ) بود. این زیردریایی در سال ۱۹۴۲ ساخته شد.